# メルト・ミュルドゥル
メルト・ミュルドゥル（Mert Müldür  ,  1999年4月3日 - ）は、オーストリア・ウィーン出身のプロサッカー選手。スュペル・リグ・フェネルバフチェSKに所属している。トルコ代表。ポジションはDF。

## 来歴
6歳の時に地元のSKラピード・ウィーンのユースアカデミーに入団。2017年に傘下のチームIIに昇格し、2017-18シーズン23試合に出場。同シーズン終盤に早くもトップチームに昇格し、2018年5月13日のレッドブル・ザルツブルク戦でブンデスリーガデビュー。シーズン終了後の5月29日に正式にプロ契約を結び、3年契約を締結。翌2018-19シーズンは先発に定着し、リーグ戦28試合に出場した。
2019年8月20日、USサッスオーロ・カルチョと契約したことが発表された。
2023年8月2日、フェネルバフチェSKに4年契約で移籍した。

## トルコ代表
オーストリア・ウィーン出身ながら、トルコ人の両親のルーツを生かし、ユース代表から一貫してトルコ代表でプレー。2018年10月11日のボスニア・ヘルツェゴビナ戦で、19歳でフル代表初出場を果たした。